# An American Dictionary of the English Language
An American Dictionary of the English Language (in italiano: Dizionario americano della lingua inglese) è un dizionario della lingua inglese, opera del lessicografo statunitense Noah Webster, pubblicato per la prima volta in due tomi nel 1828.

## Storia
Noah Webster, già autore di testi scolastici di ortografia per le scuole elementari degli Stati Uniti, pubblicò nel 1806 un primo vocabolario della lingua inglese, A Compendious Dictionary of the English Language ("Dizionario conciso della lingua inglese") nel quale erano già presenti le caratteristiche delle opere future: la semplificazione ortografica, secondo l'uso americano, e l'introduzione di termine specifici utilizzati nelle arti e nelle scienze naturali, anziché limitarsi ai soli vocabili della lingua letteraria.
An American Dictionary of the English Language del 1828 fu il frutto di oltre vent'anni di lavoro. Come nell'opera precedente, le novità erano sia nel lessico (neologismi e nuove definizioni) che nell'ortografia:
- rispetto al vocabolario del 1806, il dizionario del 1828 conteneva, oltre al lessico  della lingua inglese di base, un numero molto più grande di vocabolo (circa 12.000 nuove parole e da 30 a 40.000 nuovi vocaboli, per un totale di 70.000, originati soprattutto negli Stati Uniti e non registrati fino ad allora da nessun altro vocabolario della lingua inglese)
- nuove definizioni dei vocaboli già esistenti registrati, in modo chiaro e conciso, soprattutto in base all'uso che se ne faceva negli Stati Uniti
- fra i principi di semplificazione ortografica del Webster si ricordano:
  - la riduzione del dittongo "ou" a "o" nelle terminazioni in "our" (per esempio, «color» invece di «colour», «honor» invece di «honour», ecc.)
  - il mutamento da "re" in "er" nella terminazione di vocaboli, per lo più di origine latina, che avevano conservato in inglese la grafia francese (per esempio, «meter» invece di «metre», «center» invece di «centre», ecc.); tale innovazione adeguava l'ortografia alla effettiva pronuncia anglosassone, non solo americana quindi
  - l'abolizione del raddoppiamento della consonante finale nei composti di polisillabi terminanti per consonante preceduta da vocale non accentata (per esempio, «traveling» invece di «travelling», «traveler» invece di «traveller», ecc.)
  - la divisione in sillabe secondo la pronuncia («hab-it» invece di «ha-bit», «tal-ent» invece di «ta-lent», «mo-tion» invece di «mo-ti-on», ecc.)

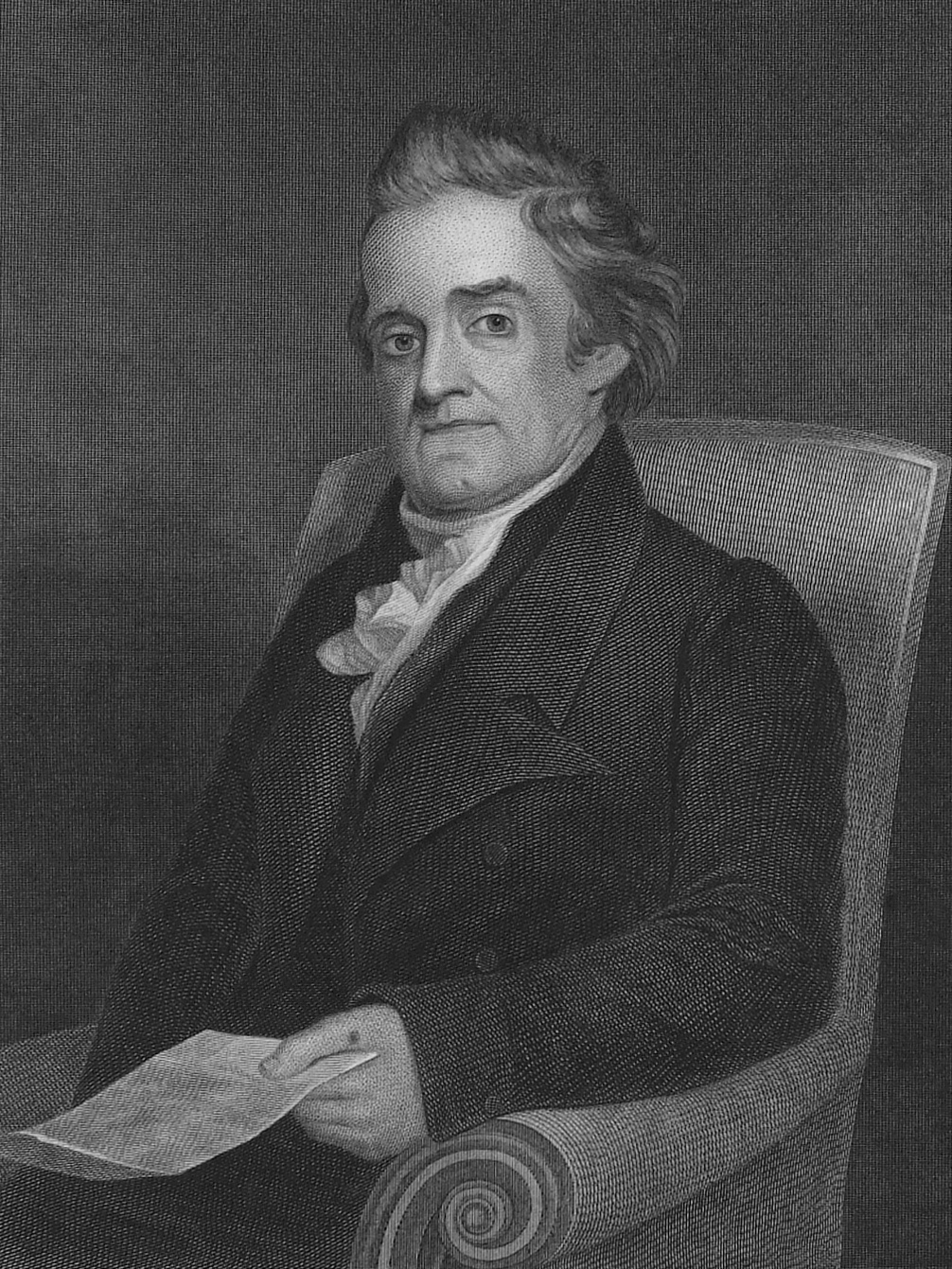
Noah Webster

Nel 1840 venne pubblicata una seconda edizione, rivista, corretta e accresciuta dall'autore con l'aiuto del figlio, William G. Webster; il cambiamento principale fu l'aggiunta di circa mille nuovi vocaboli. Dopo la morte di Noah Webster nel 1843, i libri invenduti, il marchio "Webster" e i diritti di copyright furono acquistati dai fratelli George e Charles Merriam, i quali successivamente assunsero il genero di Webster, Chauncey A. Goodrich, professore all'Università Yale, col compito di sovrintendere alle revisioni. La nuova edizione riveduta da Goodrich apparve il 24 settembre 1847, mentre una nuova edizione riveduta e ampliata, alla quale erano state aggiunte illustrazioni indicizzate, venne pubblicata nel 1859. Da allora la società editrice Merriam-Webster pubblica periodicamente numerosi adattamenti, riduzioni e appendici dell'opera originale. In genere le ultime edizioni, talora in più volumi, sono state interamente rifatte e accresciute e pubblicate sotto il titolo di Webster's International Dictionary.
Dopo l'acquisto della Merriam-Webster da parte dell'Encyclopædia Britannica nel 1964, per molti anni è stata pubblicata una edizione in tre volumi come supplemento dell'enciclopedia. In appendice al terzo volume, questa edizione della Britannica includeva un Britannica World Language Dictionary, 474 pagine di traduzioni dall'inglese in francese, tedesco, italiano, spagnolo, svedese e yiddish. Una sezione del Merriam-Webster staff sta lavorando per la quarta edizione della integrale dal 2008, ma la data di pubblicazione non è ancora stata fissata.